# SOCAR
State Oil Company of Azerbaijan Republic (SOCAR) (Azerski: Azərbaycan Respublikası Dövlət Neft Şirkəti (ARDNS)) je azerbajdžanska nacionalna naftna kompanija sa sjedištem u Bakuu. Jedna je od najvećih korporacija za proizvodnju iz fosilnih goriva u svijetu. Tvrtka proizvodi naftu i prirodni plin iz kopnenih i polja u azerbajdžanskom dijelu Kaspijskog jezera. U Azerbajdžanu posjeduje dvije rafinerije nafte i jedno postrojenje za obradu plina. Također posjeduje benzinske postaje pod markom SOCAR u Azerbajdžanu, Gruziji, Ukrajini, Rumunjskoj i Švicarskoj, prva postaja izvan Azerbajdžana otvorena je 2008. u Gruziji. Tvrtka ima oko 61.000 zaposlenih.
Kompanija je nastala 13. rujna 1992. godine spajanjem dviju tvrtki Azerineft i Azerneftyag u skladu s dekretom tadašnjeg predsjednika Abulfaza Elchibeya. SOCAR ima udio u dva paralelna izvozna naftovoda u zemlji:Baku-Tbilisi-Ceyhan i Južno Kavkazkom naftovodu.
Osim toga, SOCAR je glavni dioničar s 58% udjela u Trans-Anadolijskom plinovodu (TANAP) i s 20% vlasništva u Trans-Jadranskom naftovodu (TAP)

## Vanjske poveznice
- State Oil Company of Azerbaijan Republic službena stranica  Arhivirana inačica izvorne stranice od 28. siječnja 2022. (Wayback Machine) (azer.) (engl.)